# Kubinyi Enikő
Kubinyi Enikő (Cegléd, 1976. augusztus 1. –) professzor, az ELTE Etológia Tanszék vezetője, az MTA doktora. Kutatási területe a kutya viselkedése, viselkedésgenetikája, kogníciója. Junior Prima és L'ORÉAL-UNESCO díjas. European Research Council (ERC), MTA Lendület és Nemzeti Agykutatási Program (NAP) pályázatok nyertese.

## Életpályája
1994-ben, az alapítás évében csatlakozott a Családi Kutya Programhoz. A Csányi Vilmos, Miklósi Ádám és Topál József által elindított kutatás a világon elsőként foglalkozott a kutya-ember kapcsolat viselkedési és gondolkodási vonatkozásaival. Emellett kutatott a párizsi SONY Computer Science Laboratoryban, a Sussex University-n és az MTA-ELTE Statisztikus és Biológiai Fizika Kutatócsoportban, valamint az MTA-ELTE Összehasonlító Etológiai Kutatócsoportban is.
Kubinyi Enikő 2004-ben szerzett PhD fokozatot az ELTE Etológia Doktori Iskolában. Kutatási területe a szociális tanulás, etorobotika, farkasok és kutyák szociális viselkedésének összehasonlítása, személyiségkutatás és viselkedésgenetika. 2021-től az MTA doktora, 2023-tól egyetemi tanár az ELTE-n. Munkájának legjelentősebb elismerése a Junior Prima díj 2009-ben, a L'ORÉAL-UNESCO díj 2018-ban és az Amerikai Pszichológusok Társaságának díja a 2003-ban. A Young Academy of Europe tagja 2017 és 2023 között, a Fiatal Kutatók Akadémiája alapító tagja. Az ELTE-n oktatott tárgyai: viselkedésgenetika; az állatok személyisége; kutyafélék evolúciója és etológiája, humánetológia.
Nevéhez fűződik a Szenior Családi Kutya Program Archiválva 2023. április 5-i dátummal a Wayback Machine-ben, a Kutya Agy és Szövetbank Archiválva 2023. április 5-i dátummal a Wayback Machine-ben, az MTA-ELTE Lendület Társállat Kutatócsoport Archiválva 2023. április 5-i dátummal a Wayback Machine-ben és az MTA-ELTE NAP Szaglás Kutatócsoport Archiválva 2023. április 5-i dátummal a Wayback Machine-ben megalapítása. 
A viselkedéskutatási eredményeket bemutató EBológia és az ÉT-Etológia blogok szerzője. A Családi Kutya Program, a Family Dog Project és a FDP youtube channel oldalak szerkesztője, a Kutyaviselkedés-terápia szimpózium és a Kutyaetológia konferenciasorozat főszervezője. A Farkaslesen című film szerkesztője, szereplője.
2004-ben születtek ikerlányai, 2011-ben fia, férje Molnár Attila Dávid természetfilmes.

## Tudományos azonosítói, publikációk
- Google Scholar
- ResearcherID
- ORCID ID
- MTMT
- Scopus[halott link]